# 아스파라긴
아스파라긴(영어: asparagine) (기호: Asn 또는 N)은 단백질의 생합성에 사용되는 α-아미노산이다. 아스파라긴은 α-아미노기(생물학적 조건에서 양성자화된 −NH+
3 형태), α-카복실기(생물학적 조건에서 탈양성자화된 −COO− 형태) 및 곁사슬인 카복사마이드를 포함하고 있다. 아스파라긴은 극성(생리학적 pH에서) 비전하 아미노산으로 분류된다. 아스파라긴은 비필수 아미노산으로 인체에서 합성될 수 있다. 아스파라긴은 AAU, AAC 코돈에 의해 암호화되어 있다.

## 역사
아스파라긴은 1806년에 프랑스의 화학자 루이니콜라 보클랭과 피에르 장 로비케(당시에 젊은 조수)에 의해 결정 형태로 처음 분리되었다. 아스파라긴은 아스파라거스 주스에 풍부하게 존재하며, 이로부터 분리되었기 때문에 붙여진 이름이다. 아스파라긴은 최초로 분리된 아미노산이다.
3년 후인 1809년에 피에르 장 로비케는 민감초 뿌리에서 아스파라긴과 매우 유사한 특성을 갖는 물질을 확인했으며, 오귀스트 아르튀르 플리송은 1828년에 이것 자체가 아스파라긴이라는 것을 확인했다.
아스파라긴의 구조를 결정하는 데 수십년의 연구가 소요되었다. 아스파라긴의 실험식은 1833년에 프랑스의 화학자 앙투안 프랑수아 보트롱 샤라르(Antoine François Boutron Charlard)와 테오필 질 펠루즈에 의해 처음으로 결정되었다. 같은 해에 독일의 화학자 유스투스 폰 리비히는 더 정확한 실험식을 도출해 냈다. 1846년에 이탈리아의 화학자 라파엘레 피리아는 아스파라긴을 아질산으로 처리하여 분자의 아미노기(–NH2)를 제거하여 아스파라긴을 말산으로 전환시켰다. 이것으로 4개의 탄소 원자로 이루어진 사슬 구조임을 알아냈다. 피리아는 아스파라긴이 말산의 다이아마이드라고 생각했다. 그러나 1862년에 독일의 화학자 헤르만 콜베는 이러한 추측이 틀렸음을 보여주었다. 대신 콜베는 아스파라긴이 석신산의 아민의 아마이드라고 결론지었다. 1886년에 이탈리아의 화학자 아르날도 피우티(Arnaldo Piutti, 1857–1928)는 아스파라긴의 많은 특성들을 공유하지만 그것과는 다른 천연 형태의 아스파라긴의 거울상 이성질체를 발견했다. 아스파라긴의 구조가 아직 완전히 알려지지 않았기 때문에(분자 내 아미노기의 위치는 아직 결정되지 않았다) 피우티는 아스파라긴을 합성하여 1888년에 아스파라긴의 실제 구조를 발표했다.

## 단백질에서의 구조적 기능
아스파라긴의 곁사슬은 펩타이드 골격과 수소 결합 상호작용을 형성할 수 있기 때문에, 아스파라긴 잔기는 α 나선의 시작 부분 근처에서 종종 Asx 턴 및 Asx 모티프, 유사한 턴 모티프 또는 β 시트에서 아마이드 고리로 발견된다. 아스파라긴의 역할은 폴리펩타이드 골격에 의해 충족되는 수소 결합 상호작용을 "캡핑"하는 것으로 생각할 수 있다.
아스파라긴은 또한 탄수화물 사슬을 추가하여 단백질 사슬을 변형하는 N-결합 글리코실화의 핵심 부위를 제공한다. 일반적으로 탄수화물 사슬은 아스파라긴 잔기가 X-세린 또는 X-트레오닌에 의해 C 측면에 있는 경우에만 아스파라긴 잔기에 첨가될 수 있다. 여기서 X는 프롤린을 제외한 임의의 아미노산이다.
아스파라긴은 HIF1 저산소증 유도성 전사인자에서 하이드록실화될 수 있다. 이러한 변형은 HIF1-매개 유전자 활성화를 억제한다.

## 공급원

### 식이 공급원
아스파라긴은 비필수 아미노산으로 인체에서 대사 경로의 중간생성물로부터 합성될 수 있기 때문에 음식물을 통해 반드시 섭취해야 할 필요는 없다.
아스파라긴은 다음의 공급원에서 발견된다.
- 동물성 공급원: 유제품, 유청, 쇠고기, 가금류, 달걀, 생선, 락트알부민, 해산물
- 식물성 공급원: 아스파라거스, 감자, 협과, 견과, 씨, 콩, 통곡물

### 생합성 및 분해
아스파라긴의 전구체는 옥살로아세트산이며, 옥살로아세트산은 아미노기전이효소에 의해 아스파르트산으로 전환된다. 아미노기전이효소는 아미노기를 글루탐산으로부터 옥살로아세트산으로 전이시켜 α-케토글루타르산 및 아스파르트산을 생성한다. 아스파라긴 합성효소는 아스파르트산, 글루타민, ATP로부터 아스파라긴, 글루탐산, AMP, 피로인산을 생성한다. 아스파라긴 합성효소는 ATP를 사용하여 아스파르트산을 활성화시켜 β-아스파르틸-AMP를 생성시킨다. 글루타민은 아미노기를 제공하여, 이는 β-아스파르틸-AMP와 반응하여 아스파라긴 및 유리 AMP를 생성한다.
|  |

생합성의 역반응에서 아스파라긴은 아스파라기네이스에 의해 아스파르트산으로 가수분해된다. 아스파르트산은 α-케토글루타르산으로부터 글루탐산과 옥살로아세트산을 형성하기 위해 아미노기 전이반응을 겪는다. 옥살로아세트산은 시트르산 회로로 들어간다.

### 아크릴아마이드에 관한 논란
아스파라긴과 환원당 또는 기타 카보닐기 공급원의 혼합물을 가열하면 아크릴아마이드가 생성된다. 아크릴아마이드는 감자 튀김, 감자 칩, 토스트와 같은 구운 식품에서 생성된다. 아크릴아마이드는 간에서 발암 가능성이 있는 글리시드아마이드로 전환된다.

## 기능
아스파라긴은 뇌의 발생과 기능에 필요하다. 아스파라긴의 가용성은 또한 폭스바이러스의 복제에서 단백질 합성에 중요하다.
아스파라긴에 N-아세틸글루코사민을 첨가하는 것은 소포체에서 올리고사카릴트랜스퍼레이스에 의해 수행된다. 이러한 글리코실화는 단백질 구조와 단백질 기능 모두에 중요하다.

## 같이 보기
- 콩나물
- 글루타민
- 세린
- 트레오닌
- 시스테인